# Tritonshörner
Die Tritonshörner (Charonia) sind eine Schneckengattung aus der Familie der Tritonschnecken, die in allen tropischen Regionen der Weltmeere vertreten ist. Alle drei derzeit akzeptierten Arten sind sehr groß und leben von Stachelhäutern.

## Merkmale
Die rechtsgewundenen Gehäuse der Tritonshörner sind trochospiral, also nicht in einer Ebene, sondern dreidimensional aufgerollt. Das Gewinde ist spitz kegelförmig, die Gewindeumgänge konvex, der Körperumgang bauchig und nimmt mehr als die halbe Gehäuselänge ein. Die Mündung ist eiförmig, die Mündungsränder umgeschlagen. Das Vorderende ist in einen sehr kurzen Siphonalkanal ausgezogen. Die Schneckenhäuser haben typischerweise eine cremig weiße Färbung mit braunen halbmondförmigen Flecken. Das Operculum ist eiförmig.
Die Schnecken sind bräunlich rot bis gelb oder weißlich mit einem rotbraunen Fleckenmuster. Die Fühler sind meist lebhaft gelb und haben zwei schwarze Ringel.
Alle Tritonshörner sind getrenntgeschlechtlich. Die Weibchen legen zahlreiche Eikapseln ab, die jeweils mehrere tausend Eier enthalten können. Es gibt keine Nähreier. Die Veliger-Larven machen eine mehrmonatige pelagische Phase durch, so dass alle drei Arten ein großes Verbreitungsgebiet haben.
Die Tritonshörner ernähren sich von Stachelhäutern, insbesondere von Seesternen. Daneben werden auch Mollusken und Krebse erbeutet. Die Speicheldrüsen produzieren freie Schwefelsäure, mit Hilfe derer die Beute gelähmt und ihr Kalkskelett aufgeweicht wird.

## Gefährdung
Alle Tritonshörner werden wegen ihrer imposanten Gehäuse gesammelt, so dass der Mensch als ein Hauptfeind gelten kann. Die Populationen beider Arten im Mittelmeer sind nach der Bundesartenschutzverordnung (Anlage 1) und Berner Konvention geschützt. Bezogen auf die weltweite Gefährdung sind sie allerdings nicht in der Roten Liste aufgeführt.

## Systematik
Laut WoRMS sind drei beschriebene Arten derzeit als solche anerkannt: Das im Indopazifik lebende Tritonshorn (Charonia tritonis), die Atlantische Tritonschnecke (Charonia variegata) im Atlantik und Mittelmeer und die Knotentragende Tritonschnecke (Charonia lampas) im Atlantik und Mittelmeer sowie mit kleineren Vorkommen im Pazifik.
Insgesamt sind mindestens 15 Charonia-Arten beschrieben worden, die heute in der Mehrzahl als Synonyme oder als Unterarten betrachtet werden. Typusart ist Charonia tritonis, von Linnaeus als Murex tritonis beschrieben. Synonyme des Gattungsnamens, die man in älterer Literatur häufiger findet, sind unter anderen Triton Montfort, 1810 und Tritonium Röding, 1798.

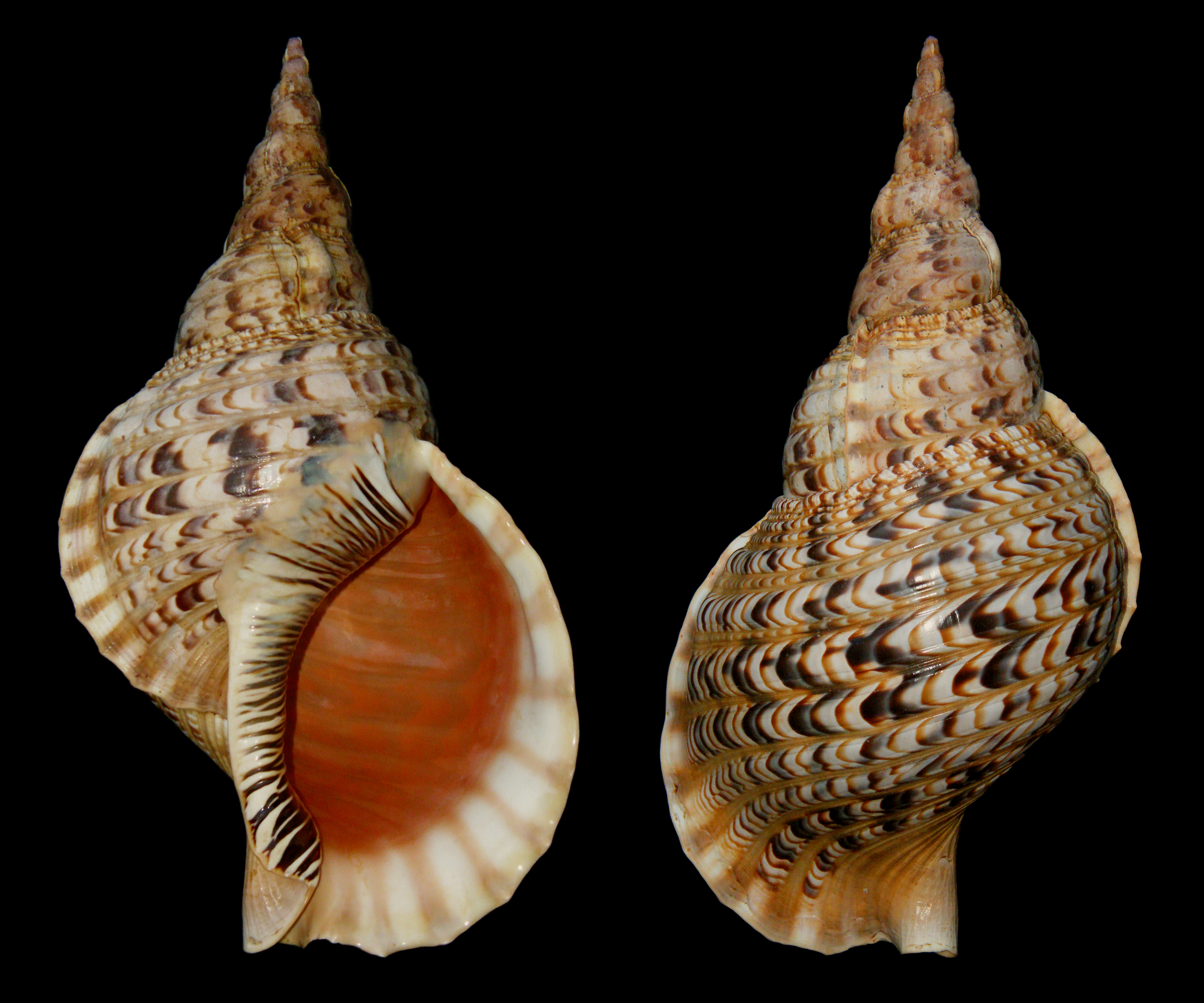
Tritonshorn (Charonia tritonis)
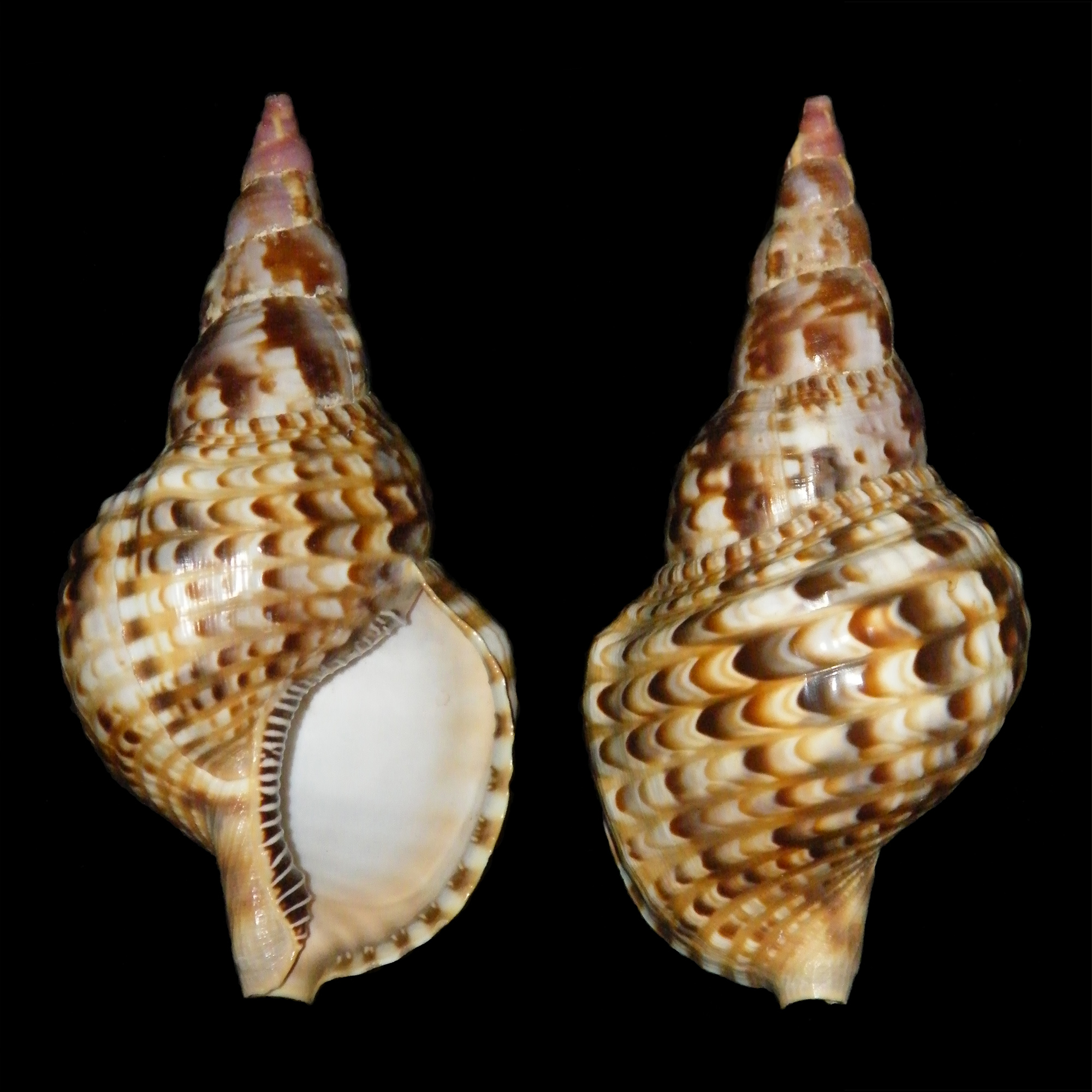
Atlantische Tritonschnecke (Charonia variegata)
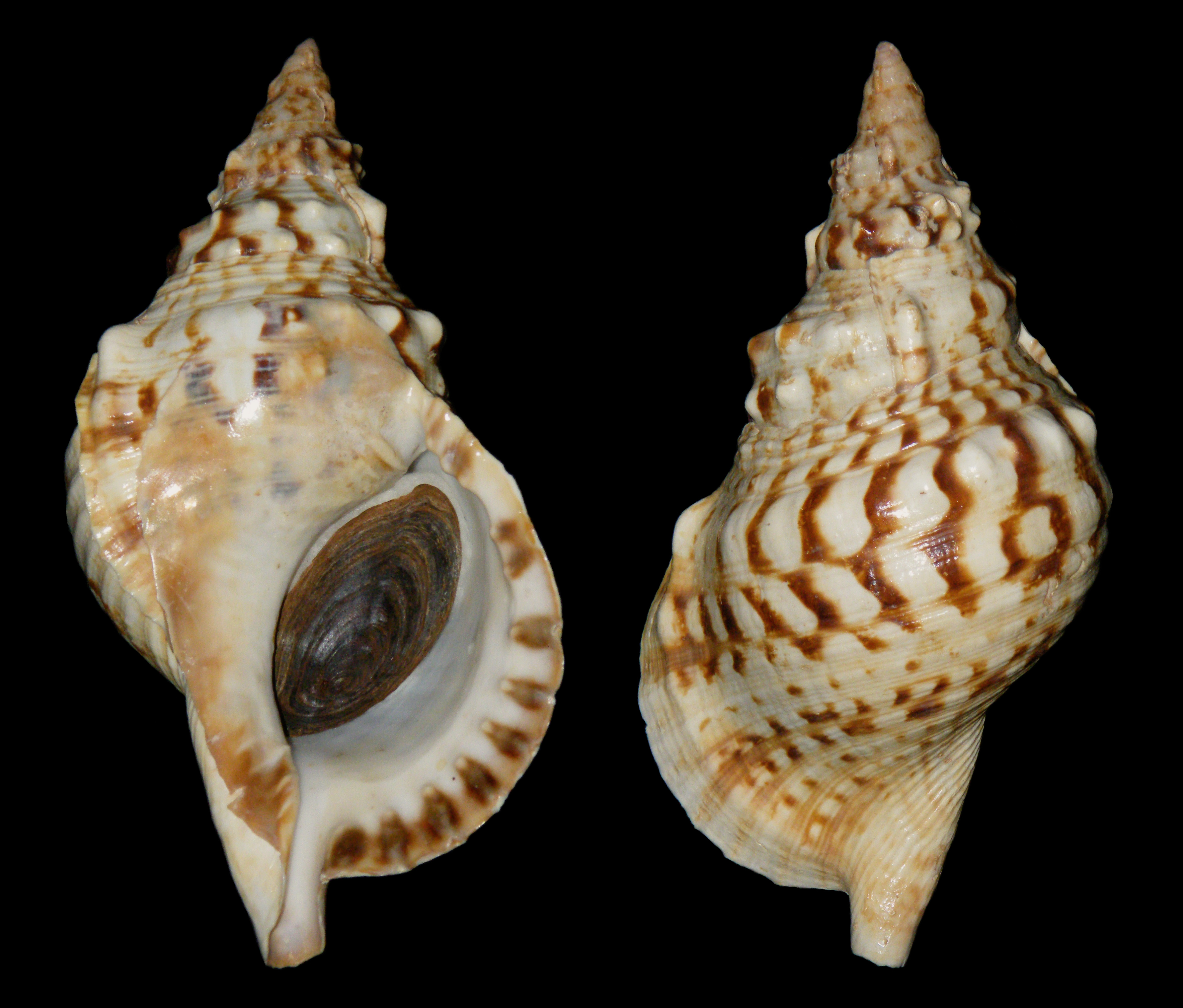
Knotentragende Tritonschnecke (Charonia lampas)